# Flowers (album de Ace of Base)
Albums de Ace of Base
The Bridge
(1995) Cruel Summer
(1998)
Flowers est le troisième album studio du groupe de pop suédois, Ace of Base. Il est commercialisé au mois de juin 1998 en Europe, Asie et en Afrique et le 10 août 1998 au Royaume-Uni. Une version américaine et japonaise est sortie sous le titre Cruel Summer, le 1er septembre, et contient des remixes et de nouvelles versions. Les albums japonais et australiens sont une espèce d’hybride de la version Européenne et Américaine. Il s'agit du dernier album à être sorti par le groupe en Australie, même si les albums suivants figurent sur le catalogue iTunes.

## Développement
L’album Flowers est lancé avec le single Life Is a Flower, qui a connu un certain succès en Europe en 1998. Les chansons Cruel Summer et Always Have, Always Will atteignent de nombreux classements musicaux. La version américaine de l’album correspondant ne s’est pas très bien vendue de l’autre côté de l’Atlantique. Il s'agit du dernier album original à être sorti là-bas. Flowers a été vendu à plus de 4 millions d'exemplaires à travers le monde.

## Liste des pistes

### Europe
| No  | Titre                              | Producteur(s)                                                   | Durée |
| --- | ---------------------------------- | --------------------------------------------------------------- | ----- |
| 1.  | Life Is a Flower                   | P. Adebratt, T. Ekman, Jonas Berggren                           | 3:47  |
| 2.  | Always Have, Always Will           | Ole Evenrude                                                    | 3:46  |
| 3.  | Cruel Summer (Cutfather & Joe Mix) | Cutfather & Joe                                                 | 3:35  |
| 4.  | Travel to Romantis                 | Jonas Berggren, Johnny Jam & Delgado                            | 4:10  |
| 5.  | Adventures in Paradise             | Cutfather & Joe                                                 | 3:32  |
| 6.  | Dr. Sun                            | Jonas Berggren, D. Carr, J. Amatiello                           | 3:35  |
| 7.  | Cecilia                            | P. Adebratt, T. Ekman, Jonas Berggren                           | 3:55  |
| 8.  | He Decides                         | D. Carr, Peo Hägström                                           | 3:09  |
| 9.  | I Pray                             | Charles Fisher, Ulf Ekberg                                      | 3:16  |
| 10. | Tokyo Girl                         | Johnny Jam & Delgado                                            | 3:36  |
| 11. | Don't Go Away                      | Charles Fisher, Ulf Ekberg                                      | 3:41  |
| 12. | Captain Nemo                       | D. Carr, Jonas Berggren, John Amatiello                         | 4:02  |
| 13. | Donnie                             | D. Carr, Jonas Berggren, John Amatiello                         | 4:39  |
| 14. | Cruel Summer (Big Bonus Mix)       | Stephen Hague, Jonas Berggren, Ulf Ekberg, Johnny Jam & Delgado | 4:07  |

| 14. | Everytime It Rains (Bonus Track) | Cutfather & Joe | 4:51 |

### Australie
| No  | Titre                                           | Durée |
| --- | ----------------------------------------------- | ----- |
| 1.  | Cruel Summer (Cutfather & Joe Mix)              |       |
| 2.  | Donnie (US Mix)                                 |       |
| 3.  | Whenever You're Near Me                         |       |
| 4.  | Everytime It Rains                              |       |
| 5.  | Adventures In Paradise                          |       |
| 6.  | Don't Go Away                                   |       |
| 7.  | Cecilia                                         |       |
| 8.  | He Decides (US Mix)                             |       |
| 9.  | Always Have Always Will                         |       |
| 10. | Tokyo Girl                                      |       |
| 11. | Travel to Romantis (Larossi Mix)                |       |
| 12. | Cruel Summer (European Mix ; aka Big Bonus Mix) |       |
| 13. | Life Is a Flower                                |       |

## Classements
| Classements | Meilleure position[réf. nécessaire] |
| ----------- | ----------------------------------- |
| Australie   | 15                                  |
| Danemark    | 6                                   |
| Pays-Bas    | 50                                  |
| Finlande    | 2                                   |
| France      | 16                                  |
| Allemagne   | 3                                   |
| Grèce       | 1                                   |
| Hongrie     | 7                                   |
| Mexique     | 8                                   |
| Norvège     | 12                                  |
| Espagne     | 38                                  |
| Suisse      | 1                                   |
| Suède       | 5                                   |
| Royaume-Uni | 15                                  |

## Récompenses
- Danemark : disque d'or (20 000 d'exemplaires vendus)[réf. nécessaire]
- Suède: disque d'or[réf. nécessaire]
- Suisse: disque de platine (40 000+ d'exemplaires vendus)[réf. nécessaire]
- Royaume-Uni: disque d'argent (60 000+ d'exemplaires vendus)[réf. nécessaire]